# Decolya visenda
Decolya visenda är en insektsart som beskrevs av Bolívar, I. 1900. Decolya visenda ingår i släktet Decolya och familjen vårtbitare. Inga underarter finns listade i Catalogue of Life.